# Robin Le Normand
Robin Le Normand (Pabu, 11 de novembro de 1996) é um futebolista espanhol nascido na França que atua como zagueiro. Atualmente joga pelo Atlético de Madrid, e representa a Seleção Espanhola.
Formado no Brest, onde fez 1 jogo pela equipa principal, passou a maioria da carreira na La Liga com a Real Sociedad, onde conquistou a Copa del Rey de 2019-20.

## Carreira

### Brest
Natural de Pabu, Côtes-d'Armor, Bretanha Le Normand começou a carreira a formação do Brest. A 21 de setembro de 2013, fez a sua estreia sénior pelo Brest II, começando a titular numa derrota por 1–0 frente ao Lannion, no Championnat de France Amateur 2.
A 19 de março de 2016, Le Normand marcou o seu primeiro golo como sénior, num empate do Brest II  por 3–3 frente ao Fougères. A 15 de abril, fez a sua estreia profissional pela equipa principal, jogando a titular numa derrota por 2–1 frente ao Sochaux, na Ligue 2.

### Real Sociedad
A 5 de julho de 2016, Le Normand assinou um contrato de 2 anos com a Real Sociedad, sendo integrado na equipa B, que atuava na Segunda División B. Em agosto de 2018, renovou por mais 2 anos pelo clube.
A 26 de novembro de 2018, Le Normand fez a sua estreia pela equipa principal (e estreia na La Liga), começando a titular numa vitória por 2–1 sobre o Celta de Vigo. A 12 de fevereiro de 2019, renovou contrato com a Real Sociedade até 2022. A 9 de junho, Robin foi promovido definitivamente ao plantel da equipa principal.
Após a saída de Héctor Moreno, Le Normand tornou-se titular habitual pela Real Sociedad. A 30 de novembro de 2019, marcou o seu primeiro golo na La Liga, abrindo o marcador numa vitória por 4–1 sobre o Eibar.
A 19 de dezembro, Robin marcou na vitória por 8–0 sobre o Becerril, da Tercera División, na 1ª ronda da Copa del Rey. A 3 de abril de 2021, foi titular na final da competição (atrasada quase 1 ano devido à pandemia de COVID-19), onde a Real Sociedad venceu o rival basco Athletic Bilbao por 1–0.
A 4 de junho de 2020, Le Normand renovou contrato com a Real Sociedad até 2024.
Em outubro de 2021, Le Normand foi eleito Jogador do Mês da La Liga, tornando-se o primeiro defesa-central a receber o prémio desde Diego Godín, do Atlético de Madrid, em 2014. Na temporada 2021–22, participou em 48 de 51 jogos possíveis, falhando apenas 1 partida no campeonato devido a suspensão. No final da época, Robin renovou contrato pela Real Sociedade até 2026.

## Carreira Internacional
Em maio de 2023, o Conselho de Ministros Espanhol concedeu nacionalidade espanhola a Le Normand, após este ter residido no país por quase 7 anos. Tal tornou o defensor elegível para representar a Seleção Espanhola, para além da Seleção Francesa, no futuro.
A 2 de junho de 2023, Le Normand foi incluído na convocatória de 23 jogadores da Seleção Espanhola para a fase final da Liga das Nações 2022–23. Robin fez a sua estreia internacional a 15 de junho, começando a titular numa vitória por 2–1 sobre Itália, na semifinal do torneio; jogou ao lado de Aymeric Laporte, outro defensor-central nascido na França mas naturalizado espanhol.

## Vida Pessoal
O irmão mais novo de Robin, Théo Le Normand, é também futebolista profissional, tendo-se estreado pelo Guingamp em 2021.

## Estatísticas de Carreira

### Clube
- Atualizado até 28 de maio de 2023[23]

| Clube             | Temporada         | Campeonato                      | Campeonato | Campeonato | Taça | Taça  | Competições Europeias | Competições Europeias | Outros | Outros | Total | Total |
| Clube             | Temporada         | Liga                            | Apps       | Goals      | Apps | Goals | Apps                  | Goals                 | Apps   | Goals  | Apps  | Goals |
| ----------------- | ----------------- | ------------------------------- | ---------- | ---------- | ---- | ----- | --------------------- | --------------------- | ------ | ------ | ----- | ----- |
| Brest II          | 2013–14           | Championnat de France Amateur 2 | 7          | 0          | —    | —     | —                     | —                     | —      | —      | 7     | 0     |
| Brest II          | 2014–15           | Championnat de France Amateur 2 | 13         | 0          | —    | —     | —                     | —                     | —      | —      | 13    | 0     |
| Brest II          | 2015–16           | Championnat de France Amateur 2 | 19         | 2          | —    | —     | —                     | —                     | —      | —      | 19    | 2     |
| Brest II          | Total             | Total                           | 39         | 2          | —    | —     | —                     | —                     | —      | —      | 39    | 2     |
| Brest             | 2015–16           | Ligue 2                         | 1          | 0          | 0    | 0     | —                     | —                     | —      | —      | 1     | 0     |
| Real Sociedad B   | 2016–17           | Segunda División B              | 26         | 1          | —    | —     | —                     | —                     | —      | —      | 26    | 1     |
| Real Sociedad B   | 2017–18           | Segunda División B              | 38         | 2          | —    | —     | —                     | —                     | —      | —      | 38    | 2     |
| Real Sociedad B   | 2018–19           | Segunda División B              | 18         | 1          | —    | —     | —                     | —                     | —      | —      | 18    | 1     |
| Real Sociedad B   | Total             | Total                           | 82         | 4          | —    | —     | —                     | —                     | —      | —      | 82    | 4     |
| Real Sociedad     | 2018–19           | La Liga                         | 4          | 0          | 3    | 0     | —                     | —                     | —      | —      | 7     | 0     |
| Real Sociedad     | 2019–20           | La Liga                         | 31         | 1          | 8    | 1     | —                     | —                     | —      | —      | 39    | 2     |
| Real Sociedad     | 2020–21           | La Liga                         | 33         | 0          | 2    | 0     | 7                     | 0                     | 1      | 0      | 43    | 0     |
| Real Sociedad     | 2021–22           | La Liga                         | 37         | 1          | 4    | 0     | 7                     | 1                     | —      | —      | 48    | 2     |
| Real Sociedad     | 2022–23           | La Liga                         | 33         | 0          | 4    | 0     | 4                     | 0                     | —      | —      | 41    | 0     |
| Real Sociedad     | Total             | Total                           | 138        | 2          | 21   | 1     | 18                    | 1                     | 1      | 0      | 178   | 4     |
| Total de Carreira | Total de Carreira | Total de Carreira               | 259        | 8          | 21   | 1     | 18                    | 1                     | 1      | 0      | 299   | 10    |

1. ↑  Inclui final da Copa del Rey de 2019–20, jogada em 2021
2. 1 2 3  Jogos na Liga Europa
3. ↑  Jogo na Supertaça de Espanha

### Internacional
- Atualizado até 15 de outubro de 2023[24]

| Seleção | Ano   | Jogos | Golos |
| ------- | ----- | ----- | ----- |
| Espanha | 2023  | 6     | 0     |
| Total   | Total | 6     | 0     |

## Títulos
Real Sociedad
- Copa del Rey: 2019–20[14][25]

Espanha
- Liga das Nações da UEFA: 2022–23[26]
- Campeonato Europeu: 2024

### Prêmios individuais
- Jogador do Mês da La Liga: outubro de 2021[16]